# Lac Wild
Le lac Wild, ou Wildsee, est un petit lac du nord de la Forêt-Noire dans la région du Bade-Wurtemberg. Il se trouve entre Bad Wildbad et Gernsbach. Il couvre une surface de 2,3 ha et est situé à 909 m d'altitude. À proximité se situe le plus petit lac Hornsee, d'une surface de 0,7 ha. La zone habitée la plus proche est Kaltenbronn à environ 2 km au sud-ouest.
On peut découvrir ce lac et ses environs par un sentier de 8,5 km en boucle depuis Kaltenbronn. Ce sentier passe notamment dans une zone de tourbe et une pinède. Le haut plateau de landes environnant, le Wildseemoor, est la plus grande lande de la Forêt-Noire et appartient à la réserve naturelle et forestière de Kaltenbronn.

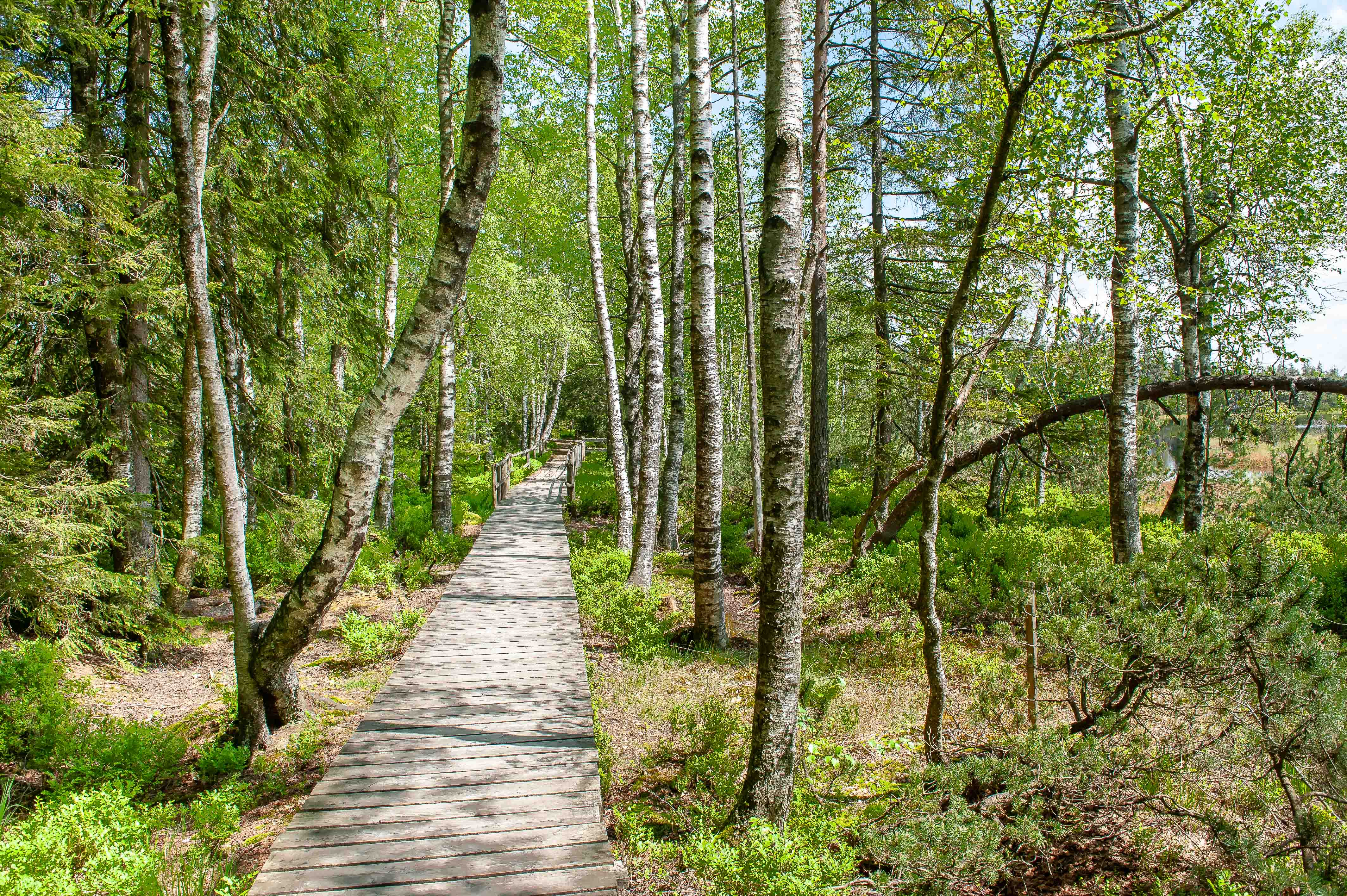
Chemin vers le Wildsee.